# (6308) Ebisuzaki
(6308) Ebisuzaki (1990 BK) – planetoida z grupy pasa głównego asteroid okrążająca Słońce w ciągu 5 lat i 220 dni w średniej odległości 3,15 j.a. Została odkryta 17 stycznia 1990 roku.